# Утиная (приток Колымы)
Ути́ная — река в Ягоднинском районе Магаданской области России, правый приток Колымы, длина — 33 километра. В бассейне реки находятся месторождения россыпного и рудного золота, а также олова.

## Притоки
(расстояние от устья)
- 4 км — ручей Прощание (пр)
- 7 км — ручей Дарьял (пр)
- 13 км — ручей Красивый (лв)
- 16 км — ручей Столовый (пр)
- 24 км — ручей Холодный (лв)

## Населённые пункты
В настоящее время в долине Утиной остался один полузаброшенный посёлок Стан Утиный. В XX веке в бассейне реки существовали также посёлки Усть-Утиный, Холодный, Юбилейный, Кварцевый, Заманчивый, Дарьял.